# Olimpiai bajnok pályakerékpárosok listája

Az alábbiakban a pálya-kerékpározás olimpiai bajnokait ismertetjük. A férfi pálya-kerékpározás már az első, 1896. évi nyári olimpiai játékoktól műsoron van (1904, 1908 és 1912 kivételével), de a nők csak 1988-ban, Szöulban kapcsolódtak be a játékokba.

## Férfiak

### Sprint, üldözőverseny
| Év, helyszín        | Repülőverseny       | Repülőverseny    | Repülőverseny                                   | Repülőverseny  | 4000 m-es üldözőverseny | 4000 m-es üldözőverseny | 4000 m-es üldözőverseny                                                      | 4000 m-es üldözőverseny |
| Év, helyszín        | Egyéni              | Egyéni           | Csapat                                          | Csapat         | Egyéni                  | Egyéni                  | Csapat                                                                       | Csapat                  |
| ------------------- | ------------------- | ---------------- | ----------------------------------------------- | -------------- | ----------------------- | ----------------------- | ---------------------------------------------------------------------------- | ----------------------- |
| 1896 Athén          | Paul Masson         | Franciaország    |                                                 |                |                         |                         |                                                                              |                         |
| 1900 Párizs         | Georges Taillandier | Franciaország    |                                                 |                |                         |                         |                                                                              |                         |
| 1920 Antwerpen      | Maurice Peeters     | Hollandia        |                                                 |                |                         |                         | Franco Giorgetti, Ruggero Ferrario, Arnaldo Carli, Primo Magnani             | Olaszország             |
| 1924 Párizs         | Lucien Michard      | Franciaország    |                                                 |                |                         |                         | Angelo de Martino, Alfredo Dinale, Aurelio Menegazzi, Francesco Zucchetti    | Olaszország             |
| 1928 Amszterdam     | René Beaufrand      | Franciaország    |                                                 |                |                         |                         | Luigi Tasselli, Marco Cattaneo, Cesare Facciani, Mario Lusiani               | Olaszország             |
| 1932 Los Angeles    | Jacobus van Egmond  | Hollandia        |                                                 |                |                         |                         | Marco Cimatti, Paolo Pedretti, Alberto Ghilardi, Nino Borsari                | Olaszország             |
| 1936 Berlin         | Toni Merkens        | Németország 1933 |                                                 |                |                         |                         | Robert Charpentier, Jean Goujon, Guy Lapébie, Roger le Nizerhy               | Franciaország           |
| 1948 London         | Mario Ghella        | Olaszország      |                                                 |                |                         |                         | Charles Coste, Fernand Decanali, Pierre Adam, Serge Blusson                  | Franciaország           |
| 1952 Helsinki       | Enzo Sacchi         | Olaszország      |                                                 |                |                         |                         | Marino Morettini, Guido Messina, Mino de Rossi, Loris Campana                | Olaszország             |
| 1956 Melbourne      | Michel Rousseau     | Franciaország    |                                                 |                |                         |                         | Leandro Faggin, Valentino Gasparella, Antonio Domenicali, Franco Gandini     | Olaszország             |
| 1960 Róma           | Sante Gaiardoni     | Olaszország      |                                                 |                |                         |                         | Luigi Arienti, Franco Testa, Mario Vallotto, Marino Vigna                    | Olaszország             |
| 1964 Tokió          | Giovanni Pettenella | Olaszország      |                                                 |                | Jiři Daler              | Csehszlovákia           | Lothar Claesges, Karl-Heinz Henrichs, Karl Link, Ernst Streng                | Egyesült Német Csapat   |
| 1968 Mexikóváros    | Daniel Morelon      | Franciaország    |                                                 |                | Daniel Rebillard        | Franciaország           | Gunnar Asmussen, Reno Bent Olsen, Per Pedersen Jørgensen, Mogens Frey Jensen | Dánia                   |
| 1972 München        | Daniel Morelon      | Franciaország    |                                                 |                | Knut Knudsen            | Dánia                   | Jürgen Colombo, Günter Haritz, Udo Hempel, Günther Schuhmacher               | NSZK                    |
| 1976 Montréal       | Anton Tkáč          | Csehszlovákia    |                                                 |                | Georg Braun             | NSZK                    | Gregor Braun, Hans Lutz, Günther Schuhmacher, Peter Vonhof                   | NSZK                    |
| 1980 Moszkva        | Lutz Hesslich       | NDK              |                                                 |                | Robert Dill-Bundi       | Svájc                   | Viktor Manakov, Valerij Movcsan, Vlagyimir Oszokin, Vitalij Petrakov         | Szovjetunió             |
| 1984 Los Angeles    | Mark Gorski         | USA              |                                                 |                | Steven Edward Hegg      | USA                     | Michael Grenda, Kevin Nichols, Michael Turtur, Dean Woods                    | Ausztrália              |
| 1988 Szöul          | Lutz Hesslich       | NDK              |                                                 |                | Gintautas Umaras        | Szovjetunió             | Vjacseszlav Jekimov, Arturas Kasputis, Dmitrij Neljubin, Gintautas Umaras    | Szovjetunió             |
| 1992 Barcelona      | Jens Fiedler        | Németország      |                                                 |                | Chris Boardman          | Nagy-Britannia          | Michael Glöckner, Jens Lehmann, Stefan Steinweg, Guido Fulst                 | Németország             |
| 1996 Atlanta        | Jens Fiedler        | Németország      |                                                 |                | Andrea Collinelli       | Olaszország             | Christophe Capelle, Philippe Ermenault, Jean-Michel Monin, Francis Moreau    | Franciaország           |
| 2000 Sydney         | Martin Nothstein    | USA              | Laurent Gané, Florian Rousseau, Arnaud Tournant | Franciaország  | Robert Bartko           | Németország             | Robert Bartko, Daniel Becke, Jens Lehmann, Guido Fulst                       | Németország             |
| 2004 Athén          | Ryan Bayley         | Ausztrália       | Jens Fiedler, Stefan Nimke, Rene Wolff          | Németország    | Bradley Wiggins         | Nagy-Britannia          | Graeme Brown, Brett Lancaster, Bradley McGee, Luke Roberts                   | Ausztrália              |
| 2008 Peking         | Chris Hoy           | Nagy-Britannia   | Chris Hoy, Jason Kenny, Jamie Staff             | Nagy-Britannia | Bradley Wiggins         | Nagy-Britannia          | Ed Clancy, Paul Manning, Geraint Thomas, Bradley Wiggins                     | Nagy-Britannia          |
| 2012 London         |                     |                  |                                                 |                |                         |                         |                                                                              |                         |
| 2016 Rio de Janeiro |                     |                  |                                                 |                |                         |                         |                                                                              |                         |

### Pontverseny, keirin, madison
| Év, helyszín        | Pontverseny       | Pontverseny   | Keirin           | Keirin         | Madison                                      | Madison    |
| ------------------- | ----------------- | ------------- | ---------------- | -------------- | -------------------------------------------- | ---------- |
| 1984 Los Angeles    | Roger Ilegems     | Belgium       |                  |                |                                              |            |
| 1988 Szöul          | Dan Frost         | Dánia         |                  |                |                                              |            |
| 1992 Barcelona      | Vincenzo Lombardi | Olaszország   |                  |                |                                              |            |
| 1996 Atlanta        | Silvio Martinelli | Olaszország   |                  |                |                                              |            |
| 2000 Sydney         | Juan Llaneras     | Spanyolország | Florian Rousseau | Franciaország  | Brett Aitken, Scott McGrory                  | Ausztrália |
| 2004 Athén          | Mihail Ignatyev   | Oroszország   | Ryan Bayley      | Ausztrália     | Greame Brown, Stuart O'Grady                 | Ausztrália |
| 2008 Peking         | Juan Llaneras     | Spanyolország | Chris Hoy        | Nagy-Britannia | Juan Esteban Curuchet, Walter Fernando Perez | Argentína  |
| 2012 London         |                   |               |                  |                |                                              |            |
| 2016 Rio de Janeiro |                   |               |                  |                |                                              |            |

### Megszűnt versenyszámok

#### 1000 m-es időfutam, 2000 m-es kétüléses verseny
| Év, helyszín     | 1000 m-es időfutam         | 1000 m-es időfutam | 2000 m-es kétüléses verseny              | 2000 m-es kétüléses verseny |
| ---------------- | -------------------------- | ------------------ | ---------------------------------------- | --------------------------- |
| 1908 London      |                            |                    | André Auffray, Maurice Schilles          | Franciaország               |
| 1920 Antwerpen   |                            |                    | Thomas Lance, Harry Edgar Ryan           | Nagy-Britannia              |
| 1924 Párizs      |                            |                    | Lucien Choury, Jean Cugnot               | Franciaország               |
| 1928 Amszterdam  | Willy Falck-Hansen         | Dánia              | Daniel van Dijk, Bernhardus Leene        | Hollandia                   |
| 1932 Los Angeles | Edgar Gray                 | Ausztrália         | Perrin Maurice, Louis Chaillot           | Franciaország               |
| 1936 Berlin      | Arie van Vliet             | Hollandia          | Ernst Ihbe, Carl Lorenz                  | Németország 1933            |
| 1948 London      | Jacques Dupont             | Franciaország      | Renato Perona, Ferdinando Teruzzi        | Olaszország                 |
| 1952 Helsinki    | Russel Mockbridge          | Ausztrália         | Lione Cox, Russel Mockbridge             | Ausztrália                  |
| 1956 Melbourne   | Leandro Faggin             | Olaszország        | Ian Browne, Anthony Marchant             | Ausztrália                  |
| 1960 Róma        | Sante Gaiardoni            | Olaszország        | Giuseppe Beghetto, Sergio Bianchetto     | Olaszország                 |
| 1964 Tokió       | Patrick Sercu              | Belgium            | Sergio Bianchetto, Angelo Damiano        | Olaszország                 |
| 1968 Mexikóváros | Pierre Trentin             | Franciaország      | Daniel Morelon, Pierre Trentin           | Franciaország               |
| 1972 München     | Niels Fredborg             | Dánia              | Igor Cselovalnyikov, Vlagyimir Szemenyec | Szovjetunió                 |
| 1976 Montréal    | Klaus-Jürgen Grünke        | NDK                |                                          |                             |
| 1980 Moszkva     | Lothar Thoms               | NDK                |                                          |                             |
| 1984 Los Angeles | Fredy Schmidtke            | NSZK               |                                          |                             |
| 1988 Szöul       | Alekszandr Kiricsenko      | Szovjetunió        |                                          |                             |
| 1992 Barcelona   | José Manuel Moreno Perinan | Spanyolország      |                                          |                             |
| 1996 Atlanta     | Florian Rousseau           | Franciaország      |                                          |                             |
| 2000 Sydney      | Jason Queally              | Nagy-Britannia     |                                          |                             |
| 2004 Athén       | Chris Hoy                  | Nagy-Britannia     |                                          |                             |

#### Egyéb versenyszámok
| Év, helyszín   | Versenyszám                    | Olimpiai bajnok                                                 | Olimpiai bajnok |
| -------------- | ------------------------------ | --------------------------------------------------------------- | --------------- |
| 1896 Athén     | 333 m-es időfutam              | Paul Masson                                                     | Franciaország   |
| 1896 Athén     | 10 km-es verseny               | Paul Masson                                                     | Franciaország   |
| 1896 Athén     | 12 órás verseny                | Adolf Schmal                                                    | Ausztria        |
| 1896 Athén     | 100 km-es verseny              | Léon Flameng                                                    | Franciaország   |
| 1908 London    | 100 km-es verseny              | Charles Bartlett                                                | Nagy-Britannia  |
| 1908 London    | Egykörös (660 yardos) verseny  | Victor Johnson                                                  | Nagy-Britannia  |
| 1908 London    | 1810 m-es csapat üldözőverseny | Leon Meredith, Benjamin Jones, Ernest Payne, Clarence Kingsbury | Nagy-Britannia  |
| 1908 London    | 5000 m-es verseny              | Benjamin Jones                                                  | Nagy-Britannia  |
| 1908 London    | 20 km-es verseny               | Charles Kingsbury                                               | Nagy-Britannia  |
| 1920 Antwerpen | 50 km-es verseny               | Henry George                                                    | Belgium         |
| 1924 Párizs    | 50 km-es verseny               | Ko Willems                                                      | Hollandia       |
| 1904 St. Louis | Negyed mérföldes verseny       | Marcus Hurley                                                   | USA             |
| 1904 St. Louis | Harmad mérföldes verseny       | Marcus Hurley                                                   | USA             |
| 1904 St. Louis | Fél mérföldes verseny          | Marcus Hurley                                                   | USA             |
| 1904 St. Louis | 1 mérföldes verseny            | Marcus Hurley                                                   | USA             |
| 1904 St. Louis | 2 mérföldes verseny            | Burton Downing                                                  | USA             |
| 1904 St. Louis | 5 mérföldes verseny            | Charles Schlee                                                  | USA             |
| 1904 St. Louis | 25 mérföldes verseny           | Burton Downing                                                  | USA             |

## Nők
| Év, helyszín        | Repülőverseny      | Repülőverseny  | 500 m-es időfutam | 500 m-es időfutam | 3000 m-es üldözőverseny       | 3000 m-es üldözőverseny | Pontverseny        | Pontverseny   |
| ------------------- | ------------------ | -------------- | ----------------- | ----------------- | ----------------------------- | ----------------------- | ------------------ | ------------- |
| 1988 Szöul          | Erika Salumäe      | Szovjetunió    |                   |                   |                               |                         |                    |               |
| 1992 Barcelona      | Erika Salumäe      | Észtország     |                   |                   | Petra Rossner                 | Németország             |                    |               |
| 1996 Atlanta        | Felicia Ballanger  | Franciaország  |                   |                   | Antonella Bellutti            | Olaszország             | Nathalie Lancien   | Franciaország |
| 2000 Sydney         | Felicia Ballanger  | Franciaország  | Felicia Ballanger | Franciaország     | Leontien van Moorsel-Zijlaard | Hollandia               | Antonella Bellutti | Olaszország   |
| 2004 Athén          | Lori-Ann Muenzer   | Kanada         | Anna Meares       | Ausztrália        | Sarah Ulmer                   | Új-Zéland               | Olga Szluszarjeva  | Oroszország   |
| 2008 Peking         | Victoria Pendleton | Nagy-Britannia |                   |                   | Rebecca Romero                | Nagy-Britannia          | Marianne Vos       | Hollandia     |
| 2012 London         |                    |                |                   |                   |                               |                         |                    |               |
| 2016 Rio de Janeiro |                    |                |                   |                   |                               |                         |                    |               |